# ترون: میراث
ترون: میراث (به انگلیسی: Tron: Legacy) نام یک فیلم علمی-تخیلی و اکشن محصول سال ۲۰۱۰ سینمای آمریکا به کارگردانی جوزف کوشینسکی است. این فیلم اولین دنباله برای فیلم ترون محصول سال ۱۹۸۲ می‌باشد.
این فیلم در ونکوور کانادا در آپریل ۲۰۰۹ شروع به فیلمبرداری شد که تا ۶۷ روز طول کشید. مطالب زیادی راجع به شباهت داستان این فیلم به داستان آفرینش و زندگانی مسیح از دیدگاه دین مسیحیت نوشته شده.

## پیش‌درآمد
کوین فلین، خالق جهانیست دیجیتالی که گرید (grid) نام دارد. موجودات دنیای دیجیتالی شبکه گرید همگی برنامه‌های نرم‌افزاری هستند که تحت حکومت حاکمی قرار دارند بنام کلو (CLU) که مخفف واژه Codified Likeness Utility است. کلو در آغاز آفرینش برترین مخلوق کوین فلین بوده‌است. در واقع کوین فلین، کلو را به صورت قرینه‌ای از چهره خویش آفریده است، و وظیفه کلو در هنگام آفرینش را ساختن دنیایی تکامل یافته در این عالم مجازی تعیین کرده.
اما پس از خلق و توسعه جهان دیجیتالی توسط فلین، «شرایط مهیا می‌گردد» و موجوداتی «خود به خود» ظاهر می‌شوند که آیزو (مخفف Isomorphic Algorithms) نام دارند. این موجودات دارای هوش و اختیار هستند و بزودی محبوب کوین فلین قرار می‌گیرند. آنان نیز بندگی آفریدگار این جهان (که کوین فلین خلق کرده) را می‌پذیرند. کلو از این بابت حسادت می‌ورزد، و موجودات آیزو را موجوداتی پست میداند، چرا که دارای نواقص بسیار در ذات خود (نسبت به برنامه‌های نرم‌افزاری دیگر) میداند. او وجود آن‌ها را خلاف دستور الهی (در ساختن جهانی تکامل یافته) میداند؛ لذا او علیه آفریدگار خویش طغیان می‌کند، و در جهان هستی دودستگی ایجاد می‌شود. کلو و همدستانش در صدد نابودی تمام آیزوها بر می‌آیند.
اما کوین فلین آخرین بازمانده نسل آیزوها را بنام کورا (Quorra) در پناه شخصی خود جای می‌دهد و به او کلام خویش را می‌آموزد (متافور کتب قدیمی کوین در فیلم). لیکن کلو روز به روز قوی‌تر می‌شود چراکه پیروان بیشتری می‌یابد...

## داستان فیلم
کوین فلین (جف بریجز)، مهندسی برجسته است که شرکت اِنکام (Encom) را تأسیس کرده‌است. او بکمک یک سری الگوریتم ژنتیکی و تله‌پورتاسیون کوانتمی راهی می‌یابد که خود را وارد یک شبکه دیجیتالی در محیط نرم‌افزاری کند (که آن را grid نامیده و خودش طراحی کرده). در جریان یکی از سفرهایش به این دنیای مجازی، ناگهان دچار حادثه گشته و هرگز باز نمی‌گردد. هیچ‌کس نمی‌داند چه بر سر او آمده.

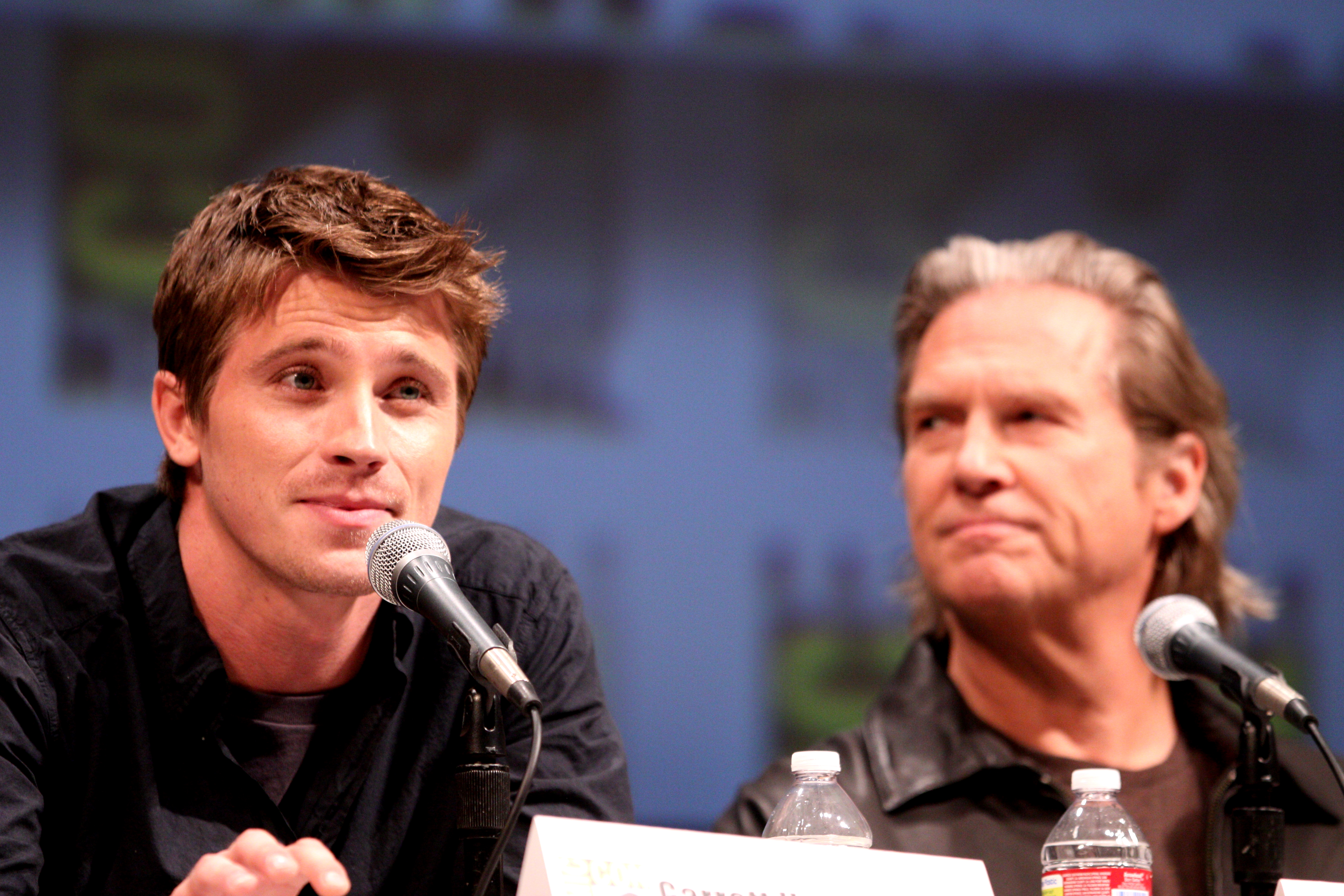
هدلوند و بریجس در یک نشست خبری

۲۰ سال می‌گذرد و تک فرزند کوین بنام سام فلین (گارت هدلوند) بزرگ شده و وارث شرکت انکام است که امروزه چندملیتی بوده و تولیدات کلانی دارد. اما او علاقه‌ای به مدیریت و اداره شرکت پدر خود ندارد. از دانشگاه کل‌تک انصراف داده و تنها زندگی می‌کند و به ماجراجویی مشغول است.
تا اینکه سام جهت بررسی یک پیغام مرموز از شماره تلفن پدرش (که سال‌هاست پس از ناپدید شدن پدرش از طرف مخابرات قطع شده) راهی یکی از شعبات مراکز بازی‌های کامپیوتری مهروموم شدهٔ پدرش می‌شود. در آنجا او تصادفاً به وجود یک آزمایشگاه شخصی در زیرزمین محوطه پی می‌برد که تا کنون کسی از آن خبر نداشته و متعلق به پدرش بوده. در آنجا یک سیستم رایانه کهنه اما پیشرفته می‌یابد که هنوز پس از سال‌ها مشغول کار است و ظاهراً ساخت پدرش بوده. او سعی می‌کند به سیستم login کند، و در این بین توسط یک سیستم لیزری غولپیکر به روش entanglement-assisted teleportation جسمش از نظر فیزیکی دیجیتالیزه می‌شود و وارد شبکه گرید می‌شود.
سام خود را در دنیایی دیگر می‌یابد. او توسط برنامه‌های تمیزکننده دستگیر شده و سر از یک میدان گلادیاتوری درمی‌آورد که در آن برنامه‌های نرام‌افزاری به مبارزه با یکدیگر می‌پردازند. در این میان هویت او به عنوان فرزند خالق این جهان کشف می‌شود، و کلو در میدان او را به مبارزه می‌طلبد، اما طولی نمی‌کشد که توسط کورا نجات می‌یابد و از صحنه می‌گریزند.
کورا سام را نزد پدر سام، یعنی خالق جهان گرید، می‌برد. پدرش اکنون گوشه‌نشین شده و راه ذکر و نیایش را در پیش گرفته.
سام تصمیم می‌گیرد که از طریق پرتالی که وارد این جهان شد، به جهان حقیقی باز گشته، کلو را پاک کند، و پدر خود (که در این جهان زندانی شده) را نجات دهد. پرتال موقتاً باز است و از خارج به داخل باز می‌شود، بنابراین در صورت بسته شدن پرتال، راهی برای بازگشت وجود ندارد (و برای همین است که کوین در این جهان ۲۰ سال است ماندگار است، چون کسی نمی‌دانست او اینجاست تا پرتال را از بیرون باز کند).
سام از شخصی بنام زوس درخواست کمک برای رسیدن به پرتال می‌کند. اما نهایتاً زوس به سام خیانت کرده و او را لو می‌دهد. اما در این بین کوین و کورا از راه رسیده و سام را نجات می‌دهند. در این بین کورا زخمی عمیق برمیدارد و از هوش می‌رود. کوین آن‌ها را سوار بر کشتی نجاتی کرده و بسوی پرتال جهان گرید می‌برد. کوین سپس از روح خود در کالبد کورا دمیده و به او باز زندگانی می‌بخشد.
در نهایت، پس از طی یک سلسله گریز و مبارزه، آن‌ها به پورتال می‌رسند. در آخرین صحنه رویارویی، کلو سعی در تعقیب سام و کورا به جهان حقیقی را دارد، اما کوین با فدا کردن خود جلوی او را می‌گیرد. سام و کورا به جهان حقیقی باز گشته، و کورا نخستین طلوع خورشید زندگی خود را می‌بیند.

## جوایز
| جایزه                           | تاریخ             | دریافت‌کننده                                             | شاخه                                               | نتیجه         |
| ------------------------------- | ----------------- | ------------------------------------------------------- | -------------------------------------------------- | ------------- |
| جایزه اسکار                     | February 27, 2011 | Gwendolyn Yates Whittle and Addison Teague              | صدابرداری                                          | نامزدشده      |
| Art Directors Guild             | February 5, 2011  | دارن گیلفورت                                            | Excellence in Production Design for a Fantasy Film | نامزدشده      |
| Austin Film Critics Association | December 22, 2010 | دفت پانک                                                | Best Original Score                                | برنده         |
| Costume Designers Guild         | February 22, 2011 | Michael Wilkinson and Christine Bieselin Clark          | Excellence in Fantasy Film                         | نامزدشده      |
| جایزه ساترن                     | June 2011         |                                                         | Best Science Fiction Film                          | تعیین نگردیده |
| جایزه ساترن                     | June 2011         | جف بریجس                                                | Best Actor                                         | تعیین نگردیده |
| جایزه ساترن                     | June 2011         | گرت هدلند                                               | Best Supporting Actor                              | تعیین نگردیده |
| جایزه ساترن                     | June 2011         | دفت پانک                                                | Best Music                                         | تعیین نگردیده |
| جایزه ساترن                     | June 2011         | Michael Wilkinson                                       | Best Costume                                       | تعیین نگردیده |
| جایزه ساترن                     | June 2011         | Darren Gilford                                          | Best Production Design                             | تعیین نگردیده |
| جایزه ساترن                     | June 2011         | Eric Barba, Steve Preeg, Karl Denham, Nikos Kalaitzidis | Best Special Effects                               | تعیین نگردیده |